# 20892 MacChnoic
20892 MacChnoic è un asteroide della fascia principale. Scoperto nel 2000, presenta un'orbita caratterizzata da un semiasse maggiore pari a 2,2273491 UA e da un'eccentricità di 0,1529133, inclinata di 6,82819° rispetto all'eclittica.